# Sandra Bauknecht
Sandra Bauknecht (* 30. Januar 1975 in Deutschland) ist eine Schweizer Modebloggerin, Influencerin und ehemalige Chefredakteurin.

## Leben
Bauknecht wuchs in Deutschland auf. Sie ist seit 1990 Autorin des Stil-Blogs «Sandra’s Closet» und bezeichnet sich selbst als «Fashion & Lifestyle Inspirer». Sie war als Stylistin und Moderedaktorin bei der Zeitschrift Marie Claire tätig und schrieb für die Magazine Die Weltwoche und Style.  Von 2014 bis 2016 arbeitete sie als Chefredaktorin der Schweizer Ausgabe des Magazins «L’Officiel». In Publikationen der Regenbogenpresse des Landes ist Bauknecht regelmässiger Gast. Für den Zürcher Fernsehsender TeleZüri berichtete sie 2015 wöchentlich in der Lifestyle-Reihe «Spotlight» aus der Welt des Stils und Genusses. Seit Oktober 2024 ist Bauknecht Jurymitglied bei My Style Rocks.

## Privates
Im Privatleben war Bauknecht von 2015 bis 2023 mit Patrick Liotard-Vogt liiert, einem Enkelsohn und Erben des früheren CEO und VR-Präsidenten von Nestlé, Pierre Liotard-Vogt.